# Dyskografia Fat Joego
Poniżej przedstawiona jest dyskografia latynoskiego rapera Fat Joe zawiera nagrania solowe, w tym albumy, single oraz teledyski.

## Albumy
| Rok                                             | Tytuł | Pozycja | Pozycja | Pozycja | RIAA certyfikacja |
| Rok                                             | Tytuł | US      | US R&B  | US Rap  | RIAA certyfikacja |
| ----------------------------------------------- | --- | ------- | ------- | ------- | ----------------- |
| 1993                                            | Represent - Wydany: 27 czerwca, 1993 - Wytwórnia: Relativity - Format: CD, kaseta, LP                                        | –       | 46      | *       |                   |
| 1995                                            | Jealous One’s Envy - Wydany: listopad 1995 - Wytwórnia: Relativity - Format: CD, kaseta, LP                                  | 71      | 7       | *       |                   |
| 1998                                            | Don Cartagena - Wydany: 14 lipca, 1998 - Wytwórnia: Mystic/Big Beat/Atlantic - Format: CD, kaseta, LP, digital download      | 7       | 2       | *       | Złoto             |
| 2001                                            | Jealous Ones Still Envy (J.O.S.E.) - Wydany: 4 grudnia, 2001 - Label: Atlantic - Format: CD, kaseta, LP, digital download    | 21      | 6       | *       | Platyna           |
| 2002                                            | Loyalty - Wydany: 12 listopad, 2002 - Wytwórnia: Atlantic - Format: CD, kaseta, LP, digital download                         | 31      | 11      | *       |                   |
| 2005                                            | All or Nothing - Wydany: 14 czerwca, 2005 - Wytwórnia: Atlantic - Format: CD, LP, digital download                           | 6       | 2       | 1       |                   |
| 2006                                            | Me, Myself & I - Wydany: 14 listopada, 2006 - Label: Virgin - Format: CD, LP, digital download                               | 14      | 3       | 2       |                   |
| 2008                                            | The Elephant in the Room - Wydany: 11 marca, 2008 - wytwórnia: Virgin - Format: CD, LP, digital download                     | 6       | 3       | 3       |                   |
| 2009                                            | Jealous Ones Still Envy 2 (J.O.S.E. 2) - Wydany: 6 października, 2009 - Wytwórnia: Virgin - Format: CD, LP, digital download | 73      | 9       | 4       |                   |
| 2010                                            | The Darkside Vol.1 - Wydany: 27 lipca, 2010 - Wytwórnia: E1 Music - Format: CD, LP, digital download                         | 27      | 9       | 7       |                   |
| „*” brak danych; „–” pozycja nie była notowana. | |         |         |         |                   |

## Single

### Solo
| Rok  | Utwór                                                                 | Pozycja | Pozycja | Pozycja | RIAA    | Album                                  |
| Rok  | Utwór                                                                 | US      | US R&B  | US Rap  | RIAA    | Album                                  |
| ---- | --------------------------------------------------------------------- | ------- | ------- | ------- | ------- | -------------------------------------- |
| 1993 | „Flow Joe”                                                            | 89      | 62      | 1       | –       | Represent                              |
| 1993 | „Watch the Sound” (featuring Grand Puba & Diamond D)                  | –       | 108     | –       | –       | Represent                              |
| 1994 | „The Shit Is Real”                                                    | –       | 102     | 38      | –       | Represent                              |
| 1995 | „Success”                                                             | –       | 125     | –       | –       | Jealous One's Envy                     |
| 1996 | „Envy” / „Firewater”                                                  | 76      | 44      | 8       | –       | Jealous One's Envy                     |
| 1998 | „Don Cartagena” (featuring P. Diddy)                                  | 102     | 40      | 21      | –       | Don Cartagena                          |
| 1998 | „Bet Ya Man Can't Triz” (featuring Big Pun, Triple Seis & Cuban Link) | –       | 54      | 37      | –       | Don Cartagena                          |
| 2001 | „We Thuggin'” (featuring R. Kelly)                                    | 15      | 5       | 7       | –       | Jealous Ones Still Envy (J.O.S.E.)     |
| 2001 | „Opposites Attract (What They Like)” (featuring Remy Ma)              | –       | 59      | –       | –       | Jealous Ones Still Envy (J.O.S.E.)     |
| 2002 | „What's Luv?” (featuring Ja Rule & Ashanti)                           | 2       | 3       | 3       | Złoto   | Jealous Ones Still Envy (J.O.S.E.)     |
| 2002 | „Crush Tonight” (featuring Ginuwine)                                  | 77      | 29      | 17      | –       | Loyalty                                |
| 2003 | „All I Need” (featuring Armageddon & Tony Sunshine)                   | 56      | 35      | 21      | –       | Loyalty                                |
| 2005 | „So Much More”                                                        | 81      | 14      | 18      | –       | All or Nothing                         |
| 2005 | „Get It Poppin'” (featuring Nelly)                                    | 9       | 17      | 6       | Złoto   | All or Nothing                         |
| 2006 | „Make It Rain” (featuring Lil Wayne)                                  | 13      | 6       | 2       | Platyna | Me, Myself & I                         |
| 2007 | „I Won't Tell” (feat. J. Holiday)                                     | 37      | 12      | 3       | –       | The Elephant in the Room               |
| 2007 | „The Crackhouse” (feat. Lil Wayne)                                    | –       | –       | –       | –       | The Elephant in the Room               |
| 2008 | „Ain’t Sayin’ Nothin’” (featuring Plies & Dre)                        | –       | 93      | –       | –       | The Elephant in the Room               |
| 2009 | „One” (featuring Akon)                                                | –       | 74      | –       | –       | Jealous Ones Still Envy 2 (J.O.S.E. 2) |
| 2009 | „Aloha” (featuring Pleasure P & Rico Love)                            | –       | 86      | –       | –       | Jealous Ones Still Envy 2 (J.O.S.E. 2) |
| 2010 | „(Ha Ha) Slow Down” (featuring Young Jeezy)                           | –       | 54      | 23      | –       | The Darkside Vol. 1                    |
| 2010 | „If It Ain’t About Money” (featuring Trey Songz)                      | –       | 57      | 25      | –       | The Darkside Vol. 1                    |

### Inne notowane utwory
| Rok  | Utwór                                               | Pozycja | Pozycja | Pozycja | Album                  |
| Rok  | Utwór                                               | US      | US R&B  | US Rap  | Album                  |
| ---- | --------------------------------------------------- | ------- | ------- | ------- | ---------------------- |
| 1996 | „Firewater” (feat. Big Pun, Raekwon, & Armaggedon)) | –       | 114     | –       | Endangered Species     |
| 2003 | „Girl I'm a Bad Boy” (feat. P. Diddy & Dre)         | 122     | 69      | 25      | Bad Boys II soundtrack |
| 2005 | „Safe 2 Say (The Incredible)”                       | –       | 101     | –       | All or Nothing         |
| 2005 | „My Fofo”                                           | –       | 103     | –       | All or Nothing         |
| 2006 | „Damn”                                              | –       | 112     | –       | Me, Myself, & I        |
| 2006 | „Jealousy”                                          | –       | 125     | –       | Me, Myself, & I        |
| 2007 | „Breathe and Stop" (feat. The Game)                 | –       | 109     | –       | Me, Myself, & I        |

## Teledyski
- „Flow Joe”
- „All I Need” (feat. Tony Sunshine & Armageddon)
- Take a Look at My Life”
- „Lean Back” (feat. Remy Ma)
- „I Want You/Me Pones Sexy” (feat. Thalía)
- „So Much More”
- „Make It Rain” (feat. Lil Wayne)
- „John Blaze” (feat. Nas, Jadakiss, Big Pun & Raekwon)
- „New York” (Ja Rule feat. Fat Joe & Jadakiss)
- „Shorty” (Busta Rhymes feat. Chingy & Nick Cannon)
- „What's Luv?” (feat. Ashanti & Ja Rule)
- „Out of the Cash” (DJ Honda feat. Beatnuts, Fat Joe & Common)
- „Get It Poppin'” (feat. Nelly)
- „Feelin’ So Good” (Jennifer Lopez feat. Fat Joe & Big Pun)
- „Holla at Me” (DJ Khaled feat. Lil Wayne, Paul Wall, Fat Joe, Rick Ross & Pitbull)
- „Hold You Down” (feat. Jennifer Lopez)
- „Crush Tonight” (feat. Ginuwine)
- „Más Maíz” (N.O.R.E. feat. Nina Sky, Fat Joe, Big Mato & Chingo Bling)
- „Strickly Roots” (feat. Grand Puba)
- „Boriquas in the Set” (feat. Frakie Cutless)
- „Watch The Sound” (feat. Grand Puba & Diamond D)
- „We Thuggin'” (feat. R. Kelly)
- „Twinz (Deep Cover)” (Big Pun feat. Fat Joe)
- „Envy”
- „I Don’t Care” (Ricky Martin feat. Fat Joe & Amerie)
- „I Shot Ya” (remix) (LL Cool J feat. Keith Murray, Prodigy, Fat Joe & Foxy Brown)
- „Play No Games” (Lil Jon & The Eastside Boyz feat. Trick Daddy & Fat Joe)
- „Burnnin' Up” (ODB feat. Fat Joe)
- „Thug Devotion” (feat. Krayzie Bone & Layzie Bone)
- „Why Me” (feat. Cuban Link)
- „Let The Games Begin” (Big Pun feat. Mack 10 & Fat Joe
- „1, 2 pass it” (Mad Lion feat. Doug E. Fresh, KRS-One, Fat Joe, Smif n Wessun, Jeru & DJ Premier)
- „El Terremoto” (Tito Nieves feat. Fat Joe)
- „Chasing Papi” (Huey Dunbar feat. Fat Joe)
- „Reggaeton Latino (remix)” (Don Omar feat. N.O.R.E, Fat Joe & LDA)
- „Born in the Ghetto”
- „Clap Yo Hands” (Naughty By Nature feat. KRS-One & Fat Joe)
- „The Return of the Funky Man” (feat. D.I.T.C)
- „Don Cartagena” (feat. P. Diddy)
- „No Drama (Clap & Revolve)”
- „Make It Rain” (remix) (feat. R. Kelly, T.I., Ace Mack, Birdman, Lil Wayne & Rick Ross)
- „New York City” (Peedo feat. KRS-One & Fat Joe)
- „100 Million” (Birdman feat. Rick Ross, Young Jeezy, Lil Wayne, & Dre)
- „Secret Admirer” (Pitbull feat. Lloyd & Steven Bauer)
- „(Ha Ha) Slow Down” (feat. Young Jeezy)
- „If It Ain’t About Money” (feat. Trey Songz)

## W teledysku jako statysta
- „Pov City Anthem” – Cadillac Tah
- „Oye Mi Canto” – N.O.R.E (feat. Nina Sky, Daddy Yankee & Big Mato)
- „Came Up” – Big Pun (feat. Noreaga)
- „It's So Hard” – Big Pun
- „Real Hip-Hop” (Das EFX
- „How We Roll” – Big Pun (feat. Ashanti)
- „I'm Not a Player” – Big Pun
- „Nasty Girl” – Biggie Smalls (feat. Diddy & Nelly)
- „Born n Raised” – DJ Khaled (feat. Trick Daddy, Rick Ross & Pitbull)
- „Chevy Ridin’ High” – Dre (feat. Rick Ross)
- „Fight Music” – D12
- „Never Leave You” – Lumidee ft. Fabolous & Busta Rhymes
- „Where the Hood At"/"A'yo Kato” – DMX
- „Beep Beep” – Julia Kova
- „I’m So Hood"/"Brown Paper Bag” – DJ Khaled (feat. Rick Ross, Trick Daddy, Plies, T-Pain & Young Jeezy)
- „Suckas Needs Bodyguards” – Gang Starr
- „No Equal” – The Beatnuts
- „Conceited” – Remy Ma
- „Cash Flow” – Ace Hood (feat. Rick Ross, & T-Pain)
- „All I Do Is Win” – DJ Khaled (feat. Rick Ross, Ludacris, Snoop Dogg, & T-Pain)